# Pemberton's French Wine Coca

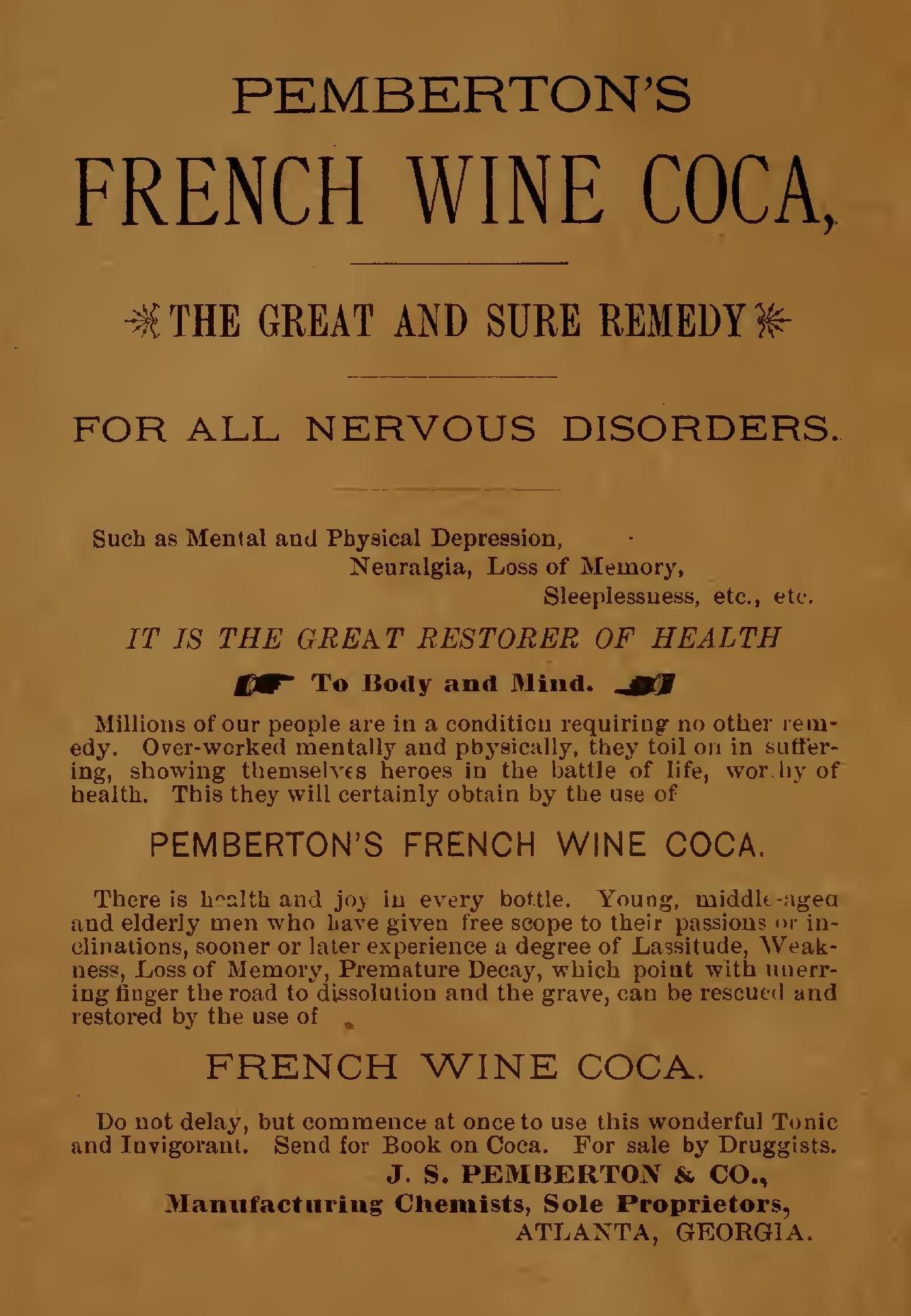
Aviso publicitario de la bebida de Pemberton

El Pemberton's French Wine Coca (en español: Vino francés de coca de Pemberton) fue un vino de coca creado por el farmacéutico John Pemberton, el inventor de la Coca-Cola. Era una bebida alcohólica mezclada con hojas de coca (Erythroxylum spp.), nuez de cola (Cola acuminata) y damiana (Turnera diffusa). La receta original contenía el ingrediente cocaetileno (cocaína mezclada con alcohol), que se eliminó, al igual que antes el alcohol, en 1899 debido al estigma social que rodeaba el consumo desenfrenado de cocaína en ese momento.

## Historia
En 1863, el químico parisino Angelo Mariani combinó coca (Erythroxylum coca) y vino y comenzó a venderlo con el nombre de Vino Mariani. Esto se volvió extremadamente popular. Julio Verne, Alejandro Dumas y Arthur Conan Doyle se encontraban entre las figuras literarias que se dice que lo usaron, y se cita que el rabino principal de Francia dijo: "¡Alabado sea el vino de Mariani!" Se dice que el Papa León XIII llevaba una petaca regularmente y le dio a Mariani una medalla.
En 1869, el químico farmacéutico John Pemberton se mudó a Atlanta, la capital del Georgia. En 1884 desarrolló y empezó a comercializar una bebida que imitaba al Vino Mariani a la que la llamó Pemberton's French Wine Coca.
En una entrevista de 1885 con el Atlanta Journal, Pemberton afirmó que la bebida beneficiaría a "científicos, eruditos, poetas, teólogos, abogados, médicos y otros dedicados al esfuerzo mental extremo". El 25 de noviembre de 1885 el condado de Fulton, cuya sede era Atlanta, votó para aprobar la ley seca, a iniciarse el 1 de julio de 1886. Pemberton vio la noticia en la calle y empezó a desarrollar una fórmula de su vino francés de coca pero sin alcohol, resultando en la fórmula de la bebida Coca-Cola.
A pesar de la legislación de ley seca de Atlanta, la producción de vino francés de coca de Pemberton continuó hasta la muerte de Pemberton en 1888. En 1887 el vino francés de coca de Pemberton vendía 720 botellas al día.